# (9235) Shimanamikaido
(9235) Shimanamikaido es un asteroide perteneciente al cinturón de asteroides, región del sistema solar que se encuentra entre las órbitas de Marte y Júpiter.
Fue descubierto el 9 de febrero de 1997 por Akimasa Nakamura desde el observatorio Astronómico de Kumakōgen.

## Designación y nombre
Designado provisionalmente como 1997 CT21, fue llamado así por una carretera de peaje, Shimanami Kaido. La tercera ruta que conecta las islas de Honshu y Shikoku, Shimanami Kaido, tiene 60 kilómetros de largo e incluye diez puentes de gran envergadura. Programado para su uso a partir del 1 de mayo de 1999, se espera que fomente la actividad económica aumentando el intercambio de bienes y personal en el área de Nishiseto.

## Características orbitales
(9235) Shimanamikaido está situado a una distancia media del Sol de 2,442 ua, pudiendo alejarse hasta 2,835 ua y acercarse hasta 2,050 ua. Su excentricidad es 0,161 y la inclinación orbital 4,358 grados. Emplea 1394,11 días en completar una órbita alrededor del Sol.

## Características físicas
La magnitud absoluta de (9235) Shimanamikaido es 16,09. 